# Складна черепаха карликова
Склáдна черепаха карликова (Pelusios nanus) — вид черепах з роду Складні черепахи родини Пеломедузові черепахи.

## Опис
Загальна довжина карапаксу досягає 12 см. Голова невеликого розміру. На підборідді є 2 вусика. Карапакс доволі опуклий, овальної форми. Перетинка не зовсім розвинена, що не дозволяє черепасі повністю зачинятися. Пластрон містить шарнір між грудними і черевними щитками. Задні лапи мають ребристість, на кінцівках по 5 кігтів.
Голова сірого кольору з чорними крапочками й цятками. Карапакс коричневий, іноді з темно—коричневими смугами. Пластрон жовтого забарвлення, зовнішній край чорний.

## Спосіб життя
Полюбляє річки у вологих саванах. Харчується рибою, молюсками, комахами, земноводними, водними рослинами.
Самиця відкладає 5 яєць. Інкубаційний період триває до 70 днів. Новонароджені черепашенята завдовжки 3 см.

## Розповсюдження
Мешкає в Африці: від півночі Замбії на захід уздовж південного кордону басейну річки Конго (Демократична Республіка Конго, Малаві) й до Анголи.